# Parablastus bituberculatus
Parablastus bituberculatus là một loài tò vò trong họ Ichneumonidae.